# Mongol pacsirta
A mongol pacsirta (Melanocorypha mongolica) a verébalakúak (Passeriformes) rendjébe, ezen belül a pacsirtafélék (Alaudidae) családjába tartozó faj.

## Rendszerezése
A fajt Peter Simon Pallas német zoológus és botanikus írta le 1776-ban, az Alauda nembe Alauda mongolica néven.

## Előfordulása
Kína, Mongólia és Oroszország területén honos. Természetes élőhelyei a mérsékelt övi, szubtrópusi vagy trópusi gyepek, sziklás környezetben. Állandó és vonuló állománya is van.

## Megjelenése
Testhossza 19 centiméter.

## Életmódja
Magokkal és rovarokkal táplálkozik. Áprilistól augusztusig költ, általában évente két fészekaljat.

## Természetvédelmi helyzete
Az elterjedési területe rendkívül nagy, egyedszáma pedig stabil. A Természetvédelmi Világszövetség Vörös listáján nem fenyegetett fajként szerepel.